# Прушковский, Тадеуш
Тадеуш Прушковский (пол. Tadeusz Pruszkowski; 15 апреля 1888, с. Боруцице (ныне гмины Грабув Ленчицкого повята Лодзинского воеводства Польши — 30 июня / 1 июля 1942, Варшава) — польский художник, педагог, критик, профессор живописи, первый ректор варшавской Академии изящных искусств.

## Биография

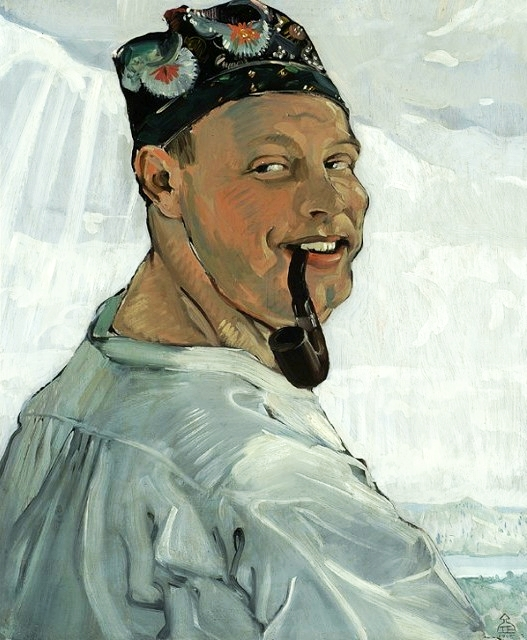
Автопортрет. 1915 г.

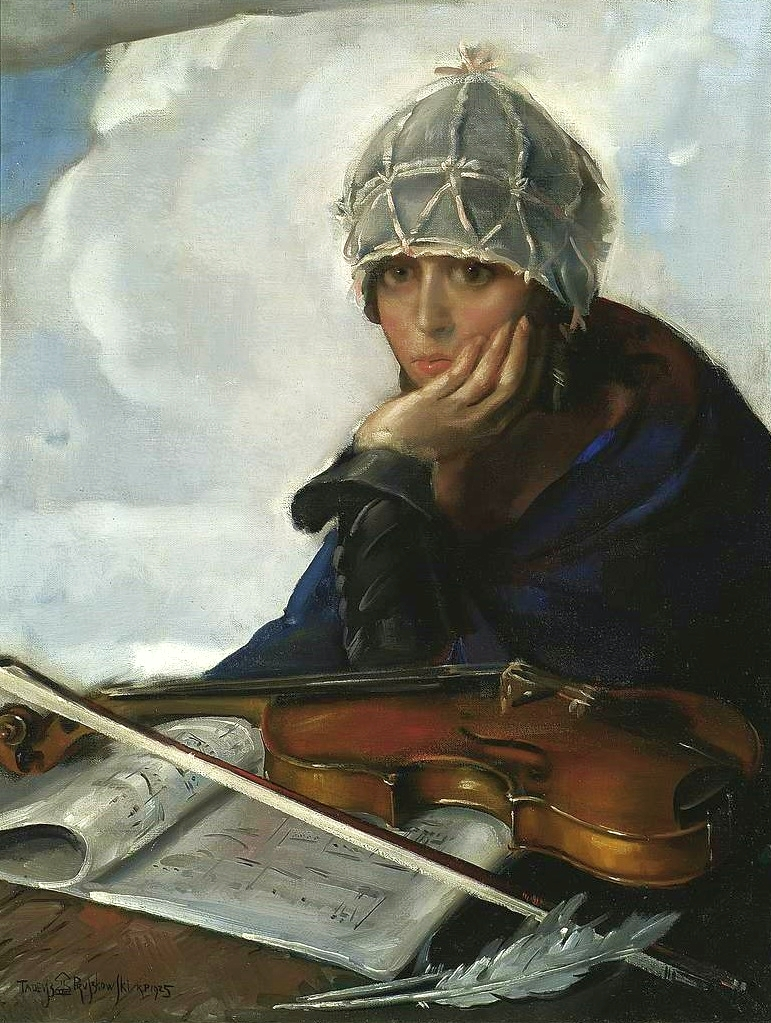
Меланхолия. 1925 г.

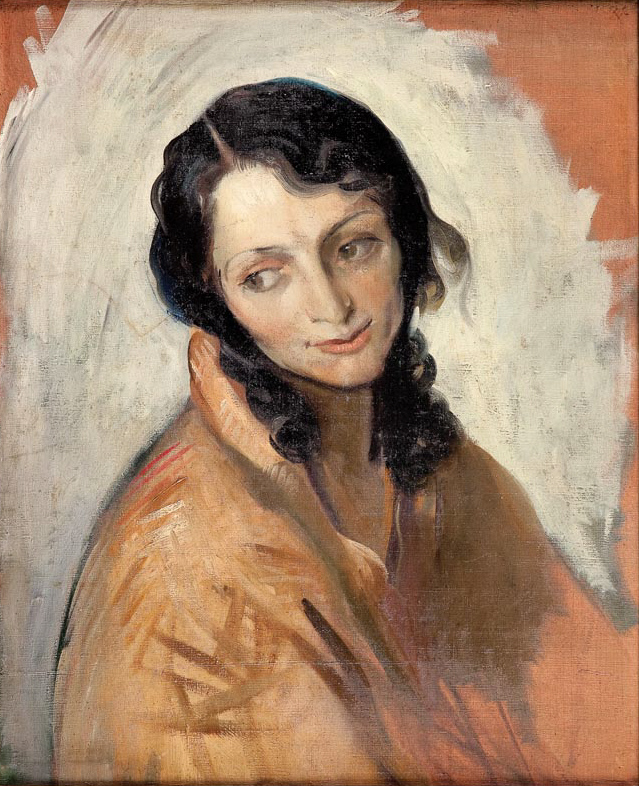
Портрет девушки. 1902 г.

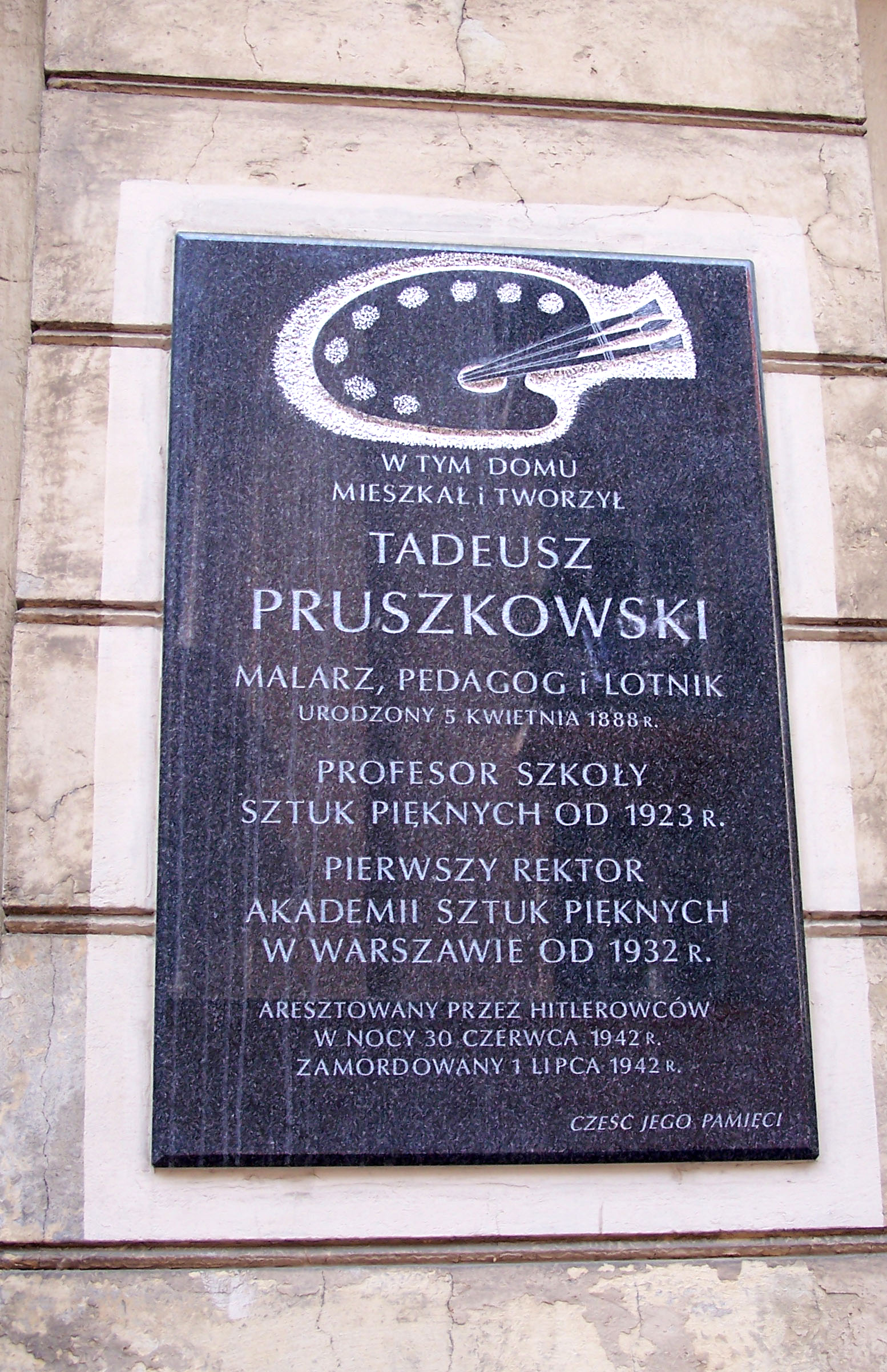
Мемориальная доска в Варшаве в честь Т. Прушковского

Представитель шляхетского рода герба Огоньчик.
С 1904 года обучался в Варшавской школе изящных искусств под руководством Конрада Кржижановского. В 1908—1911 г. с целью продолжения учёбы, совершил поездку во Францию, Швейцарию и Алжир. В 1910—1911 жил и работал в Париже, где в музеях знакомился с творениями мастеров голландской живописи, Д. Веласкеса, А. Цорна и В. А. Серова. Там же экспонировал свои работы на Осенних Салонах и выставках независимых художников.
После возвращения в Варшаву, Прушковский стал одним из основателей художественной группы «Młoda Sztuka» (Молодое искусство).
В начале первой мировой войны вступил добровольцем в формирующиеся польские легионы, в которых служил до 1917 года.
В 1918 году стал доцентом Варшавской Школы изящных искусств. С 1922 году — профессор, с 1930 года занимал пост ректора своей альма-матер.
В 1922 году вступил в Ассоциацию польских художников «Rytm», активный идеолог развития национального искусства, а также различных течений неоклассицизма. Его мастерская в Школе (впоследствии Академии) изящных искусств стала центром художественной жизни польской столицы.
В 1934 году Прушковский — инициатор создания Блока профессиональных художников-пластиков. Организатор пленэров в Сандомире и Казимеже-Дольном, где в 1923 году построил виллу на Замковой горе, которая стала «Меккой» для большого количества его учеников. Среди его известных учеников — В. Манастырский.
С 1923 г. проводил здесь ежегодные пленэры.
Тадеуш Прушковский был членом Совета Института пропаганды искусства и Общества содействия польскому искусству за рубежом.
В 1930-х годах — критик-искусствовед, публиковал свои статьи и рецензии, в основном, в издании «Gazeta Polska».
Увлекался кинематографом. В 1926 г. снял фильм «Szczęśliwy wisielec, czyli Kalifornia w Polsce».
Пилот и автогонщик. Был участником многих авторалли и авиашоу.
Во время Второй мировой войны за помощь евреям, в 1942 г. был схвачен нацистами в Варшаве и расстрелян. Похоронен на варшавском кладбище «Повонзки».

## Творчество
В начальном период своего живописного творчества занимался исторической тематикой. Позже писал портреты, часто представителей интеллектуальной элиты Польши и членов правительственных кругов, в частности, первых лиц государства Юзефа Пилсудского, Г. Нарутовича и Станислава Войцеховского.
Часто создавал интимно-декорационные картины женщин. Автор пейзажей и натюрмортов.

## Выставки
- 1914 год — первая персональная выставка художника в Варшаве.
- 1920 год — выставка на XII Венецианском биеннале.
- 1922 год — выставка Общества содействия польскому искусству.
- 1927 год — выставка в салоне профессиональных художников-пластиков.
- 1934 год — выставка на XIX Венецианском биеннале.

## Награды и премии
- За художественные достижения в 1919 году Прушковский получил награду города Варшавы.
- В 1935 г. награждён «Золотыми академическими лаврами» Польской Академии Литературы.
- В 1938 г. стал первым почётным гражданином города Казимеж-Дольны.

## Галерея

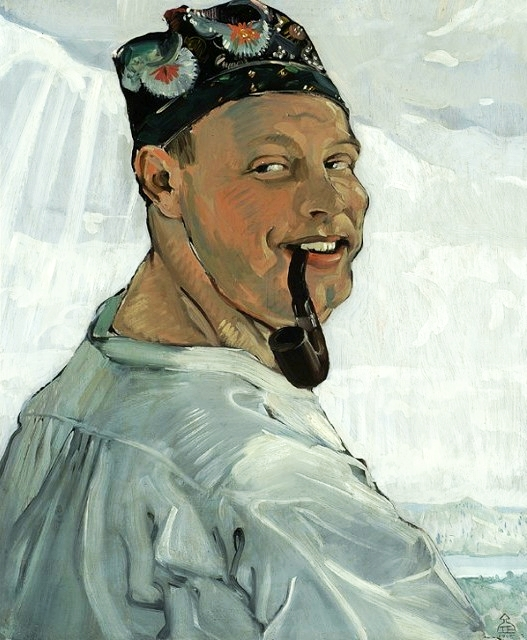
Автопортрет. 1915 год
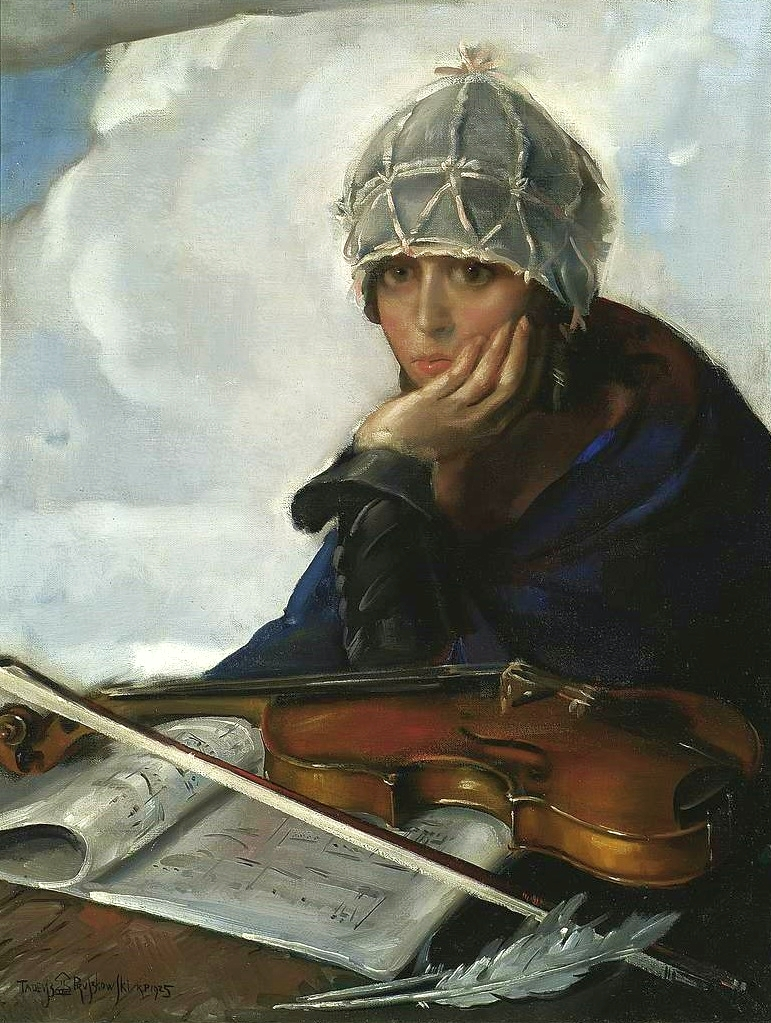
Меланхолия. 1925 год
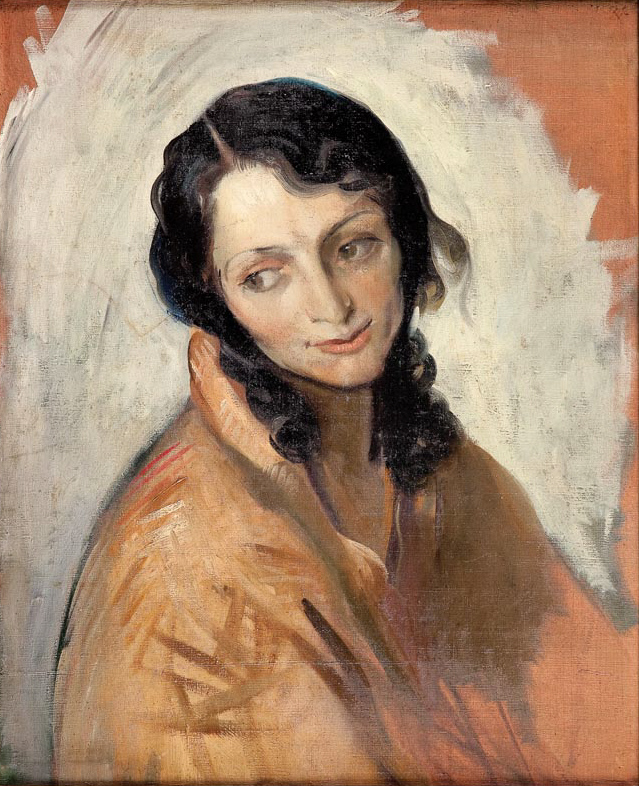
Портрет девушки. 1902 год
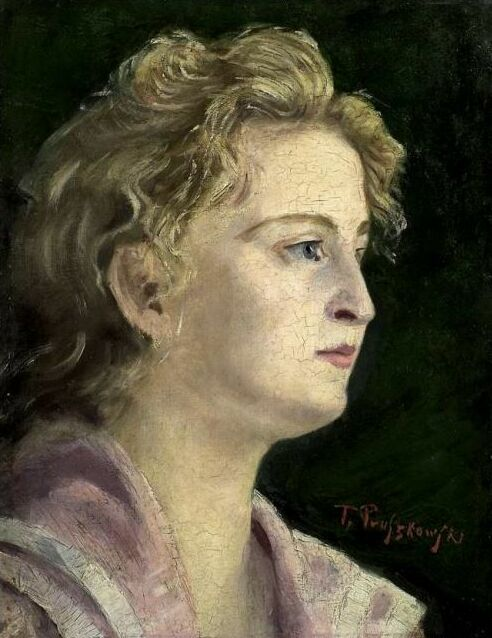
Портрет женщины